# Andreas Hanche-Olsen
Andreas Schjølberg Hanche-Olsen (ur. 17 stycznia 1997 w Bodø) – norweski piłkarz grający na pozycji środkowego obrońcy. Od 2020 jest zawodnikiem klubu KAA Gent.

## Kariera piłkarska
Swoją karierę piłkarską Hanche-Olsen rozpoczął w klubie Stabæk Fotball. W latach 2013–2016 grał w nim w 2. divisjon. W 2016 roku awansował do pierwszego zespołu. 10 lipca 2016 zadebiutował w nim w Eliteserien w wygranym 2:1 wyjazdowym meczu z Lillestrøm SK. W Stabæku występował do połowy 2020 roku.
5 października 2020 roku Hanche-Olsen został zawodnikiem belgijskiego KAA Gent, do którego trafił za kwotę 800 tysięcy euro. W belgijskiej ekstraklasie zadebiutował 17 października 2020 w przegranym 2:5 wyjazdowym spotkaniu z Cercle Brugge. W 14. minucie tego meczu strzelił pierwszego gola w barwach Gent.
| Sezon   | Klub             | Kraj     | Rozgrywki       | Mecze | Gole |
| ------- | ---------------- | -------- | --------------- | ----- | ---- |
| 2013    | Stabæk Fotball 2 | Norwegia | 2. divisjon     | 2     | 0    |
| 2014    | Stabæk Fotball 2 | Norwegia | 2. divisjon     | 9     | 0    |
| 2015    | Stabæk Fotball 2 | Norwegia | 2. divisjon     | 17    | 4    |
| 2016    | Stabæk Fotball 2 | Norwegia | 2. divisjon     | 15    | 1    |
| 2016    | Stabæk Fotball   | Norwegia | Eliteserien     | 13    | 1    |
| 2017    | Stabæk Fotball   | Norwegia | Eliteserien     | 28    | 1    |
| 2018    | Stabæk Fotball   | Norwegia | Eliteserien     | 23    | 0    |
| 2019    | Stabæk Fotball   | Norwegia | Eliteserien     | 29    | 2    |
| 2020    | Stabæk Fotball   | Norwegia | Eliteserien     | 18    | 3    |
| 2020/21 | KAA Gent         | Belgia   | Eerste klasse A | 31    | 1    |

## Kariera reprezentacyjna
W reprezentacji Norwegii Hanche-Olsen zadebiutował 18 listopada 2020 w zremisowanym 1:1 meczu Ligi Narodów 2020/2021 z Austrią, rozegranym w Wiedniu.